# Hadorph
Hadorph är en svensk släkt, som burit namnet sedan 1600-talet och där en person adlades 1816 med oförändrat namn. Den ätt som då uppstod, följde § 37 av Regeringsformen 1809, enligt vilken endast huvudmannen är adlig, och är utslocknad idag.

## Historik
Den förste med namnet, Johan Hadorph (1630–1593) kallade sig själv Hadorphius efter födelseorten, byn Haddorp i Slaka socken i Östergötland, nuvarande Linköpings kommun. Han är känd som riksantikvarie och upptecknare av fornminnen. Hadorph var son till en kronofogde Nils Jönsson, men hans uppgifter om denne och dennes härstamning innehåller uppenbara orimligheter och anses vara uppdiktade. Bland annat skulle fadern, som skall ha varit född 1575, ha varit identisk med en person samma namn, som undertecknade Uppsala mötes beslut 1593. Bland anorna på farssidan finns den sannolikt av honom själv uppdiktade Lindsbrosläkten. Även andra uppgifter om Hadorphs härstamning har beskrivits som fantasi.
En ättling till Johan Hadorph, juristen Daniel Hadorph (1782–1862), som bland annat var protokollsekreterare vid Svenska Akademien, adlades 1816 med oförändrat namn och introducerades 1817 på Riddarhuset med nummer 2334. Han fick då  det heraldiska vapen, som tidigare skulle ha innehafts av den påstådda Lindsbrosläkten.  Adelsvärdigheten ärvdes sedan enligt regeringsformen 1809 i tre generationer. Den adliga släktgrenens siste manlige medlem, läraren  Gunnar Hadorph, avled 32 år gammal 1952. Hans mor slöt ätten på spinnsidan 1984.
En ofrälse gren av släkten har fortlevt till nyare tid. Enligt folkbokföringen är det december 2023 en person som har efternamnet Hadorph. Dessutom har fyra personer Hadorph som förnamn eller egentligen som mellannamn. 

## Personer med namnet
- Daniel Hadorph (1782–1862), ämbetsman och musiker
- Johan Hadorph (1630–1693), fornforskare